# Équipe de France de beach soccer en 2005
Maillots
Chronologie
Saison précédente Saison suivante
L'année 2005 voit l'équipe de France de beach soccer remporter son premier titre mondial.
Après un premier tournoi du Pro Beach Soccer Tour qui voit notamment Laurent Castro marquer 5 buts lors de la finale perdue 13-10 face au Brésil, les Bleus s'envolent pour Rio de Janeiro où se déroule comme chaque année la Coupe du monde. Après un premier tour facile et deux victoires contre l'Australie, pour le premier match de son histoire, et l'Argentine, les Tricolores viennent à bout du cador européen qu'est l'Espagne. En demi-finale, le Japon, surprise de la compétition qui réalise le meilleur parcours de son histoire, subit lui aussi la loi des Français. En finale, ces derniers retrouvent le Portugal pour un match épique. Après le score de parité et le triplé d'Anthony Mendy pour la France à la fin du temps réglementaire suivie d'une prolongation sans but, Thierry Ottavy offre son premier titre mondial à l'hexagone grâce à l'échec du Portugais Alan dans la séance de tirs au but.
La suite de la saison est moins réjouissante pour l'équipe de France. En effet, seules quatre victoires en douze matchs lors du premier tour de l'Euro Beach Soccer League puis une Superfinale où les Français ne doivent leur 3e place qu'à un premier succès aux tirs au but face à la Hongrie et un autre contre la Suisse lors de la petite finale. Ceci entrecoupés d'un BSWW Mundialito lui aussi terminé sur la dernière marche du podium au profit de l'Ukraine et de deux nouveaux tournois du Pro Beach Soccer Tour en Corse pour 2 victoires en 6 matchs.
Durant cette saison, Éric Cantona laisse progressivement son rôle de joueur pour se concentrer sur celui d'entraîneur-sélectionneur.

## Objectif
L'équipe de France se rend à Rio de Janeiro lors de la Coupe du monde 2005 dans le but de remporter son premier titre mondial.

## Déroulement de la saison

### Pro Beach Soccer Tour (janvier et août)
Pour la première manche du Pro Beach Soccer Tour 2005, la Master Cup Pro d'Amnéville disputée les 22 et 23 janvier, le Brésil et la France démontrent le bon avancement de leur préparation en vue de la première Coupe du monde de Beach Soccer de la FIFA. En poussant les tricolores dans leurs derniers retranchements (7-6), la Suisse démontre tous les progrès réalisés depuis quelque temps. Seul un but de Jairzinho Cardoso dans les ultimes secondes de jeu permet aux Bleus de prendre la route de la finale. Brésil et France se retrouvent donc dans le but de confirmer leur statut de prétendants à la couronne mondiale. En se répondant du tac au tac, or et vert et bleus offrent un magnifique match. Les Auriverde ne l'emportent finalement que de trois buts (13-10).
Les bleus jouent ensuite deux tournois fin août en Corse (Bastia puis Ajaccio), les deux fois contre la Norvège, l'Espagne et le Brésil. Le premier du 17 au 19 août est un échec avec trois défaites respectivement 3-1, 4-3 et 5-1. La semaine suivante, la France affrontent les mêmes équipes ne s'inclinant que face aux Auriverde 5-3 après deux victoires 7-2 face aux scandinaves puis 8-2 face aux ibères.

### Coupe du monde (mai)
La France est qualifiée pour la Coupe du monde 2005 grâce à sa victoire lors du Championnat d'Europe de beach soccer de 2004.

#### Premier tour maitrisé
En disposant facilement de l'Australie lors de leur premier match, les Bleus confirment leur rang de favoris dans cette Coupe du monde. Entre une équipe australienne disputant là le premier match de beach soccer de son histoire, et des Français venus avec de hautes ambitions, la différence est grande. Et sans sembler forcer leur talent, les protégés d'Éric Cantona, entraineur-joueur laissé au repos, se créent dès la 2e minute une première occasion. Sur une frappe repoussée par la barre du régional Jairzinho Cardoso, Didier Samoun voit sa tête freinée par le sable. Mais dans la minute suivante, Cardoso ouvre le score d'une volée du droit. Jean-Marie Aubry doit ensuite s'employer pour sortir un penalty australien, mais la France clôt finalement le premier tiers-temps par une frappe lointaine de Thierry Ottavy. Le balai des remplacements devenait alors incessant, et Steve Karavatakis profite d'un moment d'égarement de la défense française pour s'offrir sa minute de célébrité comme le premier buteur de l'histoire du beach soccer aussie. Auparavant, Noël Sciortino donne à ses coéquipiers un avantage encore plus franc. Sans en rajouter, évitant même parfois les contacts, la France par Jean-Marc Édouard et Cardoso donnent au score une ampleur encore plus grande (5-1). Ils affrontent ensuite l'Argentine pour assurer leur qualification en quart de finale et tenter de prendre la première place du Groupe D.
Dans son style caractéristique, l'Argentine met de suite une pression physique importante sur les joueurs français. Pour y répondre, Éric Cantona sort alors son attaquant de poche Jairzinho Cardoso pour faire enter le longiligne Anthony Mendy. Ainsi, la France peut mieux développer son jeu et sur une relance du portier Jean-Marie Aubry, le nouvel entrant ouvre le score. Même action quelques minutes plus tard et cette fois c'est Noël Sciortino qui place un retourné hors de portée de Marcelo Salgueiro. Sébastien Sansoni reprend ensuite de la tête une touche de Cardoso pour le 3-0 puis Thierry Ottavy réalise le doublé. À l'autre bout du terrain, Didier Samoun ouvre même son compteur buts sur penalty avant la fin du second tiers-temps. Après un but de Cardoso, Petrasso parvient finalement à tromper par deux fois la défense française (6-2). Une effervescence que calme Samoun en inscrivant un nouveau penalty. On en revient alors au scénario des deux premières périodes, les Argentins en perdant même la tête (5 cartons jaunes et deux rouges). Dans les derniers instants, Ottavy clôt la marque et Sciortino voit lui aussi rouge en réagissant aux provocations sud-américaines (8-2).

#### Quart-de-finale à la fraîcheur
En quarts de finale, les Français disposent d'une équipe d'Espagne certes émoussée, mais qui reste sur une finale au Championnat du Monde 2004. En l'absence de Noël Sciortino, exclu contre l'Argentine, Éric Cantona décide de revêtir son célèbre numéro 7. D'abord concentrées sur la préservation de leur but, les deux équipes ne se livrent guère. Et c'est un but contre son camp de du gardien ibérique Roberto Valeiro qui débrider tout cela. Le moment est alors venu pour Édouard de récupérer une mauvaise passe d'Amarelle pour servir Anthony Mendy qui double la mise. La France peut alors s'appuyer sur son excellente défense et gérer ce résultat. Mais David surprend les Bleus en ramenant l'Espagne dans la partie (2-1). Didier Samoun trouve alors Mendy pour remettre les pendules à l'heure. Avant la fin de la seconde période, Jairzinho Cardoso et Jean-Marc Édouard donnent à la France un avantage sans doute insurmontable (5-1). Mais dès le coup d'envoi du dernier tiers-temps, Nico envoie une volée dans la lucarne d'Aubry. Aux tentatives espagnoles, répond l'impressionnante muraille française. Cantona peut même y aller de son but et assurer en beauté une qualification en demi-finale maîtrisée. Les buts de David, Nico et Cardoso deviennent alors anecdotiques (7-4).

#### Demi-finale à l'expérience
Les Japonais donne tout dans la première demi-finale de la Coupe du monde de Beach Soccer de la FIFA, Rio de Janeiro 2005. Mais éreintés, ils ne tiennent jamais vraiment le rythme d'une équipe de France toujours aussi inspirée. Horaire matinal oblige, c'était sous un soleil de plomb que les deux équipes doivent débuter ce match. Usés par tant d'efforts déployés jusque-là, le Japon décide donc de se lancer prudemment. Pour perturber la bonne organisation défensive japonaise, Éric Cantona sort alors à nouveau Jairzinho Cardoso pour faire entrer Anthony Mendy. À peine quelques secondes plus tard, l'attaquant bleu reprend de volée un corner de Didier Samoun pour ouvrir le score. Comme le souhaite Cantona, la France démarre bien et même si les Nippons se créent quelques situations dangereuses, Jean-Marie Aubry préserve sa cage inviolée. Mais le Japon se fait plus pressant. À tel point que les Français ne franchissaient que rarement le milieu du terrain lors des premières minutes du second tiers-temps. Noël Sciortino trouve tout de même l'occasion de placer une tête que Kato doit repousser en corner. Sur celui-ci, Mendy surgit à nouveau pour inscrire son deuxième but de la journée. Plus rien ne semble pouvoir contrarier l'équipe de France. Sciortino et Jairzinho Cardoso ajoutent leur noms à la liste des buteurs du jour et qualifient les leurs pour la finale. Takeshi Kawaharazuka sauve l'honneur à deux secondes du terme de la partie (4-1).

#### Titre mondial aux tirs au but
Cette finale 100 % européenne est un remake de l'édition 2000. Déjà, à l'époque, le Portugal affronte la France. Aucune équipe ne semblait vouloir aller de l'avant et risquer de se découvrir dans une première période qui débute timidement. Jean-Marie Aubry réalise une parade sur une tentative de Belchior, et la première période se termine sur un score nul et vierge. Madjer s'aventure enfin en attaque en deuxième période, provoquant l'ouverture du score - mais pas pour son équipe. Le Portugais reprend de volée un corner, mais Aubry capte et décale Didier Samoun. Son centre est repris par Anthony Mendy qui étend ses longues jambes pour donner l'avantage aux Bleus. Le même Mendy double la mise peu après, en reprenant de la tête une touche de Jean-Marc Édouard. La troisième période est bien plus mouvementée, la fatigue créant des espaces faciles à exploiter. Madjer réduit la marque à 2-1 sur un coup franc lointain rebondissant sur le sable avant de se loger dans la lucarne et Mendy réalise alors le coup du chapeau en résistant à Marinho sur une contre-attaque. Madjer touche ensuite la barre transversale et manque un coup franc à seulement dix mètres des buts. Belchior entre alors en jeu et le petit attaquant efface Edouard pour tromper Aubry dans un angle fermé. La fin du match approche lorsque Jairzinho Cardoso mène un contre où seul Alan Cavalcanti reste en défense, il centre sur ce dernier qui, bousculé, obtient un coup franc. Le coup de pied arrêté est repoussé, mais Belchior reprend et égalise à 3-3 à huit secondes de la fin. La tension palpable pendant les trois minutes de prolongation ne laisse que peu de place aux occasions de but.
On en arrive aux tirs au but. Thierry Ottavy s'avance et frappe sous la barre tandis qu'Alan prend une longue pause avant de tirer et d'expédier un missile qui s'écrase sur la transversale.
Au mois de septembre 2004, l'équipe de France d'Éric Cantona s'adjuge le titre de Champion d'Europe au terme d'une superbe finale face au Portugal. Huit mois plus tard seulement, la voici sur le toit du monde après avoir à nouveau battu les Lusitaniens. Mais plus encore que la dernière rencontre de cette Coupe du monde de Beach Soccer de la FIFA, Rio de Janeiro 2005, c'est le parcours complet des Bleus qui retient l'attention des observateurs et spectateurs. Combinant à merveille une rigueur défensive impressionnante avec un talent offensif indiscutable, la France a sans conteste été l'équipe la plus complète de ce tournoi.

### Euro Beach Soccer League
Pour l'édition 2005 de l'Euro Beach Soccer League, l'équipe de France se trouve dans le groupe A, la poule élite, avec l'Espagne, l'Italie et le Portugal. La compétition se déroule en quatre tournois à 4, organisés tour à tour par chacune des 4 nations, qui permet d'établir un classement afin de déterminer l'adversaire pour les quarts-de-finale de la Superfinale opposant les 4 protagonistes aux meilleures équipes des autres poules.

#### Étape 1 convaincante
La première étape se déroule à Tignes, deux mois jours pour jours après le titre de champion du monde de la France. Les bleus gagnent leur premier match face aux italiens (7-5) puis face aux Espagnols (7-4) avant que les Portugais ne prennent leur revanche sur la finale du Mondial (4-7).

#### Étape 2 et 3 sans victoires
La seconde étape de l'Euro Beach Soccer League 2005 a lieu à Figueira da Foz au Portugal. Cette fois les bleus ne connaissent que la défaite à chaque fois avec 3 buts d'écarts : 6-3 contre les ibères, 5-2 face aux lusitaniens puis à nouveau 6-3 face à la Squadra Azurra.
Pour la troisième phase, la France se déplace à Cervia en Italie et s'incline dès le premier match face aux hôtes (3-2) avant deux nouveaux revers face à l'Espagne aux tirs au but (6-6 ; 1-2) puis au Portugal (7-10).

#### Étape 4 pour redonner l'espoir
La dernière étape, organisée à Palma de Majorque en Espagne, voit les Français regouter à la victoire avec deux succès d'entrée face aux Portugais (3-2) puis sur les italiens (5-3). Les bleus finissent le parcours qualificatif de l'Euro Beach Soccer League 2005 sur une défaite face aux Espagnols (4-5). Ces deux dernières victoires sont cependant insuffisantes et la France termine dernière de la poule A.

#### Superfinale mitigée
Après un BSWW Mundialito convaincant terminé à la 3e place et deux étapes du Pro Beach Soccer Tour en Corse, la France attaque la Superfinale de l'Euro Beach Soccer League organisée sur les plages du Prado à Marseille. En quarts-de-finale, les bleus affrontent la Hongrie vainqueur du groupe B. Les tricolores doivent attendre les tirs au but pour s'imposer après un score de parité à l'issue des prolongations (5-5 ; 2-1 tab). En demi-finale, ils jouent contre les Portugais qui privent, après le Mundialito, la France d'une nouvelle finale (2-4). Les bleus réussiront cette fois-ci encore à décrocher la 3e place grâce à une victoire face aux suisses (6-2).

### Mundialito (août)
Grand rendez-vous de la saison de beach soccer, le BSWW Mundialito de Portimão voit le Brésil et le pays hôte portugais désireux de prendre leur revanche sur les Bleus Champions du Monde qui démarrent la compétition avec un peu de difficulté tout de même face à l'Argentine (6-5). Après un second round négocié sans encombre par les Français, vainqueurs 7-2 de l'équipe d'Espagne, vient dans l'ultime opus du premier tour un alléchant France-Brésil. Animés de la fougue qu'on leur connaît, les Auriverdes ne laissent que très peu d'espoirs à une équipe de France bien obligée d'admettre la suprématie de son adversaire (7-5). En demi-finales, si le Brésil s'attend à ne pas trop souffrir face à d'encore tendres Ukrainiens, l'autre rencontre donne au public portugais l'occasion de voir les siens effacer l'affront de Copacabana. Trois mois presque jour pour jour après la finale de Coupe du monde perdue aux tirs au but par la Selecçao. Et les Portugais s'imposent facilement 7-3. À l'image de leur peu convaincant parcours en Championnat d'Europe, les Bleus d'Éric Cantona semblent être vite redescendus de leur nuage brésilien. À Portimão, ils doivent finalement se contenter d'une 3e place, après avoir battu l'Ukraine (7-6), à la fois logique eu égard à leur rang mais décevante pour un champion du monde.

## Joueurs et encadrement

### Sélection championne du monde
- Gardiens de but
  - 1. Jean-Marie Aubry
  - 22. Johan Nicodemi
- Défenseurs
  - 2. Stéphane François
  - 3. Thierry Ottavy (3 buts)
  - 4. Jean-Marc Edouard  (2 buts)
  - 6. Sébastien Sansoni (1 buts)
  - 12. Anthony Mendy (8 buts)
- Attaquants
  - 5. Didier Samoun (2 buts)
  - 7. Éric Cantona (1 but)
  - 9. Christian Santos
  - 10. Jairzinho Cardoso (6 buts)
  - 14. Noël Sciortino (3 buts)
- Sélectionneur-joueur : Éric Cantona

## Matchs

### Calendrier
| Dates              | Lieu              | Compétition                          | Adversaire | Score         | Buteur(s) français                                         |
| 22-23 janvier 2005 | Amnéville         | Pro Beach Soccer Tour Master Cup Pro | Suisse     | 7-6           | Samoun (2), Cardoso (4), Sciortino                         |
| 22-23 janvier 2005 | Amnéville         | Pro Beach Soccer Tour Master Cup Pro | Brésil     | 10-13         | Ottavy, Samoun, Santol, Rodríguez, Castro (5), Sciortino   |
| 8-15 mai 2005      | Rio de Janeiro    | Coupe du monde - 1er tour            | Australie  | 5-1           | Cardoso (2), Ottavy, Sciortino, Édouard                    |
| 8-15 mai 2005      | Rio de Janeiro    | Coupe du monde - 1er tour            | Argentine  | 8-2           | Mendy, Sciortino, Sansoni, Ottavy (2), Samoun (2), Cardoso |
| 8-15 mai 2005      | Rio de Janeiro    | Coupe du monde - Quart de finale     | Espagne    | 7-4           | Valeiro (csc), Mendy (2), Cardoso (2), Édouard, Cantona    |
| 8-15 mai 2005      | Rio de Janeiro    | Coupe du monde - Demi-finale         | Japon      | 4-1           | Mendy (2), Cardoso, Sciortino                              |
| 8-15 mai 2005      | Rio de Janeiro    | Coupe du monde - Finale              | Portugal   | 3-3 ; 1-0 tab | Mendy (3)                                                  |
| 8-10 juillet 2005  | Tignes            | EBSL étape 1                         | Italie     | 7-5           |                                                            |
| 8-10 juillet 2005  | Tignes            | EBSL étape 1                         | Espagne    | 7-4           |                                                            |
| 8-10 juillet 2005  | Tignes            | EBSL étape 1                         | Portugal   | 4-7           |                                                            |
| 22-24 juillet 2005 | Figueira da Foz   | EBSL étape 2                         | Espagne    | 3-6           |                                                            |
| 22-24 juillet 2005 | Figueira da Foz   | EBSL étape 2                         | Portugal   | 2-5           |                                                            |
| 22-24 juillet 2005 | Figueira da Foz   | EBSL étape 2                         | Italie     | 3-6           |                                                            |
| 29-31 juillet 2005 | Cervia            | EBSL étape 3                         | Italie     | 2-3           |                                                            |
| 29-31 juillet 2005 | Cervia            | EBSL étape 3                         | Espagne    | 6-6 ; 1-2 tab |                                                            |
| 29-31 juillet 2005 | Cervia            | EBSL étape 3                         | Portugal   | 7-10          |                                                            |
| 5-7 août 2005      | Palma de Majorque | EBSL étape 4                         | Portugal   | 3-2           |                                                            |
| 5-7 août 2005      | Palma de Majorque | EBSL étape 4                         | Italie     | 5-3           |                                                            |
| 5-7 août 2005      | Palma de Majorque | EBSL étape 4                         | Espagne    | 4-5           |                                                            |
| 9-14 août 2005     | Portimão          | Mundialito - 1er tour                | Argentine  | 6-5           |                                                            |
| 9-14 août 2005     | Portimão          | Mundialito - 1er tour                | Espagne    | 7-2           |                                                            |
| 9-14 août 2005     | Portimão          | Mundialito - 1er tour                | Brésil     | 5-7           |                                                            |
| 9-14 août 2005     | Portimão          | Mundialito - Demi-finale             | Portugal   | 3-7           |                                                            |
| 9-14 août 2005     | Portimão          | Mundialito - 3e place                | Ukraine    | 7-6           |                                                            |
| 17-19 août 2005    | Bastia            | Pro Beach Soccer Tour                | Norvège    | 1-3           |                                                            |
| 17-19 août 2005    | Bastia            | Pro Beach Soccer Tour                | Espagne    | 3-4           |                                                            |
| 17-19 août 2005    | Bastia            | Pro Beach Soccer Tour                | Brésil     | 1-5           |                                                            |
| 24-26 août 2005    | Ajaccio           | Pro Beach Soccer Tour                | Norvège    | 7-2           |                                                            |
| 24-26 août 2005    | Ajaccio           | Pro Beach Soccer Tour                | Espagne    | 8-2           |                                                            |
| 24-26 août 2005    | Ajaccio           | Pro Beach Soccer Tour                | Brésil     | 3-5           |                                                            |
| 26-28 août 2005    | Marseille         | EBSL Superfinale - Quart de finale   | Hongrie    | 5-5 ; 2-1 tab |                                                            |
| 26-28 août 2005    | Marseille         | EBSL Superfinale - Demi-finale       | Portugal   | 2-4           |                                                            |
| 26-28 août 2005    | Marseille         | EBSL Superfinale - 3e place          | Suisse     | 6-2           |                                                            |

### Bilan

#### Général
| Rang | Équipe | Pts | J  | G  | Gt | P  | Bp  | Bc  | Diff |
| ---- | ------ | --- | -- | -- | -- | -- | --- | --- | ---- |
| #    | France | -   | 33 | 15 | 2  | 16 | 161 | 151 | +10  |

Pts = points ; J = joués; G = gagnés ; Gt = gagnés en prolongation ou aux tirs au but ; P = perdus; Bp = buts pour ; Bc = buts contre ; Diff = différence de buts

#### Par adversaire
| Adversaire | M  | V  | V+ | D  | Bp  | Bc  | Diff |
| ---------- | -- | -- | -- | -- | --- | --- | ---- |
| Espagne    | 8  | 4  | -  | 4  | 45  | 33  | +12  |
| Portugal   | 7  | 1  | 1  | 5  | 24  | 38  | -14  |
| Italie     | 4  | 2  | -  | 2  | 17  | 17  | 0    |
| Brésil     | 4  | -  | -  | 4  | 19  | 30  | -11  |
| Suisse     | 2  | 2  | -  | -  | 13  | 8   | +5   |
| Argentine  | 2  | 2  | -  | -  | 14  | 7   | +7   |
| Norvège    | 2  | 1  | -  | 1  | 8   | 5   | +3   |
| Australie  | 1  | 1  | -  | -  | 5   | 1   | +4   |
| Japon      | 1  | 1  | -  | -  | 4   | 1   | +3   |
| Ukraine    | 1  | 1  | -  | -  | 7   | 6   | +1   |
| Hongrie    | 1  | -  | 1  | -  | 5   | 5   | 0    |
| Total      | 33 | 15 | 2  | 16 | 161 | 151 | +10  |

Durant la saison 2005, l'équipe de France affronte principalement l'Espagne (8 matchs) et le Portugal (7) mais pas avec la même réussite. Face aux ibériques, les bleus gagnent 50 % de leur match et tandis qu'une seule de leur défaite est concédée par 3 buts d'écart (les autres étant d'un seul ou aux tirs au but), les 4 victoires le sont avec 4 buts d'avance en moyenne. Contre les lusitaniens la donne est différente avec un seul succès dans le temps réglementaire en 7 oppositions, une autre victoire est acquise aux tirs au but lors du premier affrontement qui est surement le match le plus important des 7 : la finale de la Coupe du monde. Lors des trois suivant, les Portugais surement désireux d'une revanche infligent autant de défaites à chaque fois par 3 buts d'écart. Lors de la dernière manche de l'Euro Beach Soccer League, les tricolores réussissent à s'imposer 3-2 avant deux défaites en demi-finale du BSWW Mundialito et de l'EBSL.
L'Italie est la 3e équipe que la France affronte le plus avec 4 matchs, toujours durant l'Euro Beach Soccer League, pour une égalité parfaite : 2 victoires et 17 buts marqués chacun. Les bleus jouent autant de fois le Brésil, dont trois fois durant le Pro Beach Soccer Tour, mais ne s'imposent jamais. Un premier match perdu 13-10 à Amnéville, avant le seul revers en match à enjeu : 7-5 au premier tour du BSWW Mundialito. Suivront deux défaites lors de la tournée en Corse du PBST. Les tricolores jouent aussi contre la Norvège, l'Argentine, la Suisse (2 matchs), l'Australie, le Japon, l'Ukraine et la Hongrie (1 match). Seuls les norvégiens parviennent à gagner un match, 3-1 lors du premier tournoi corse. Les hongrois poussent eux les bleus à devoir en venir aux tirs au but lors des quarts de finale de la Superfinale de l'EBSL.

## Statistiques

### Résultats détaillés
| Pro Beach Soccer Tour - Master Cup Pro | France                       | 7 - 6 | Suisse                                          | Amnéville |  |
| 22 janvier 2005                        | Samoun · Cardoso · Sciortino |       | Mo Jaeggy · Meier · Schirinzi · K. Jaeggy · Leu |           |  |
| 22 janvier 2005                        | Rapport                      |       |                                                 |           |  |

| Pro Beach Soccer Tour - Master Cup Pro | France                                                    | 10 - 13 | Brésil                                                        | Amnéville |  |
| 23 janvier 2005                        | Ottavy · Samoun · Santol · Rodríguez · Castro · Sciortino |         | Betinho · Juninho · Júnior Negão · Benjamin · Jorginho · Buru |           |  |
| 23 janvier 2005                        | Rapport                                                   |         |                                                               |           |  |

| Coupe du monde - Phase de groupe | France                                                    | 5–1 | Australie       | plage de Copacabana           |                               |
| 8 mai 2005                       | Cardoso 4e 31e · Ottavy 12e · Sciortino 16e · Édouard 26e |     | Karavatakis 17e | Arbitrage : José Luís da Rosa | Arbitrage : José Luís da Rosa |
| 8 mai 2005                       | Rapport                                                   |     |                 | Arbitrage : José Luís da Rosa | Arbitrage : José Luís da Rosa |

| Coupe du monde - Phase de groupe | France | 8–2 | Argentine                                                                                           | plage de Copacabana      |                          |
| 10 mai 2005                      | Mendy 6e · Sciortino 7e 36e · Sansoni 12e 33e · Ottavy 13e 33e · Samoun 18e 30e · Cardoso 25e 33e · Édouard 27e |     | S. Hilaire 18e · Salgueiro 18e · E. Hilaire 25e · Lopez 25e 30e · Petrasso 27e 27e 33e · Acosta 29e | Arbitrage : João Almeida | Arbitrage : João Almeida |
| 10 mai 2005                      | Rapport |     | | Arbitrage : João Almeida | Arbitrage : João Almeida |

| Coupe du monde - Quart de finale | France                                                                          | 7–4 | Espagne                        | plage de Copacabana           |                               |
| 12 mai 2005                      | Valeiro 6e (csc) · Mendy 8e 14e · Cardoso 20e 36+1e · Édouard 23e · Cantona 29e |     | David 13e 35e · Nico 25e 36+1e | Arbitrage : José Luís da Rosa | Arbitrage : José Luís da Rosa |
| 12 mai 2005                      | Rapport                                                                         |     |                                | Arbitrage : José Luís da Rosa | Arbitrage : José Luís da Rosa |

| Coupe du monde - Demi-finale | France                                         | 4–1 | Japon            | plage de Copacabana           |                               |
| 14 mai 2005                  | Mendy 5e 19e · Cardoso 17e 35e · Sciortino 33e |     | Kawaharazuka 36e | Arbitrage : José Luís da Rosa | Arbitrage : José Luís da Rosa |
| 14 mai 2005                  | Rapport                                        |     |                  | Arbitrage : José Luís da Rosa | Arbitrage : José Luís da Rosa |

| Coupe du monde - Finale | France           | 3–3 (a.p.)      | Portugal                         | plage de Copacabana              |                                  |
| 15 mai 2005             | Mendy 4e 18e 30e |                 | Belchior 5e 35e 36e · Madjer 25e | Arbitrage : Carlos Manuel Robles | Arbitrage : Carlos Manuel Robles |
| 15 mai 2005             | Rapport          |                 |                                  | Arbitrage : Carlos Manuel Robles | Arbitrage : Carlos Manuel Robles |
| 15 mai 2005             | Ottavy           | Tirs au but 1–0 | Alan                             | Arbitrage : Carlos Manuel Robles | Arbitrage : Carlos Manuel Robles |

### Buteurs
Ce classement ne tient compte que de la première étape du Pro Beach Soccer Tour et de la Coupe du monde.
| Joueurs                               | Nbr de but(s) |
| ------------------------------------- | ------------- |
| Cardoso                               | 10            |
| Mendy                                 | 8             |
| Castro, Sciortino et Samoun           | 5             |
| Ottavy                                | 4             |
| Édouard                               | 2             |
| Santol, Rodriguez, Sansoni et Cantona | 1             |